# Dyogo Oliveira
Dyogo Henrique de Oliveira (Araguaína, 29 de maio de 1975), é um economista brasileiro. Foi ministro do Ministério do Planejamento, Desenvolvimento e Gestão no Governo Temer, que assumiu interinamente o cargo em 23 de maio de 2016, depois da saída do senador Romero Jucá e foi efetivado em 31 de março de 2017. Dyogo ficou no ministério até abril de 2018, quando assumiu o BNDES no lugar de Paulo Rabello de Castro 

## Biografia
Dyogo Henrique é natural da cidade de Araguaína, na época localizada na região norte do estado de Goiás. Em 1988, a região foi emancipada, passando a constituir o atual estado do Tocantins. É servidor público federal desde 1998, com atuação no Ministério da Fazenda, ocupando determinadas vezes posições do alto escalão.
Em 2006, foi coordenador-geral de Análise Setorial, função exercida novamente em 2007. De 2008 a 2011, foi secretário-adjunto de Política Econômica e, antes da nomeação para o Planejamento, foi secretário-executivo adjunto, no Ministério da Fazenda (2011–2013), inclusive substituindo interinamente Nelson Barbosa na Secretaria-Executiva da pasta de 3 de junho de 2013 até 13 de fevereiro de 2014.
Foi um dos responsáveis pela criação do PAC (Programa de Aceleração do Crescimento), do Minha Casa, Minha Vida, da tributação de lucro de empresas no exterior, do Cadastro Positivo.
No governo do presidente Temer, foi responsável pela liberação de saques do FGTS e do PIS/PASEP. Também é um dos responsáveis pela privatização do IRB (Instituto de Resseguros do Brasil) e pela formulação da Emenda Constitucional nº 95, que institui o Novo Regime Fiscal e limita o teto de gastos da União.
Economista de formação, é também especialista em Comércio Exterior, Negociações Internacionais e Câmbio pela Fundação Getulio Vargas (FGV) e mestre em Ciências Econômicas pela Universidade de Brasília (UnB). Tem também atuações como conselheiro do Conselho Nacional de Seguros Privados (CNSP) e do Conselho Nacional de Previdência Complementar (CNPC) e como presidente do Conselho de Administração do Banco do Nordeste e presidente do Conselho da Cobra Tecnologia.